# Tokai, Aichi
Tokai (東海市, Tōkai-shi) är en japansk stad i prefekturen Aichi på den centrala delen av ön Honshu. Staden är belägen vid Isebukten strax söder om Nagoya och ingår i denna stads storstadsområde. Tokai fick stadsrättigheter 1 april 1969.